# Salon de coiffure (pel·lícula)
Salon de coiffure és un curtmetratge mut francès deL 1908 de Georges Méliès. Va ser venut per la Star Film Company de Méliès i està numerat 1102–1103 als seus catàlegs.
Dos dels col·laboradors habituals de Méliès apareixen a la pel·lícula: Fernande Albany com la clienta grassa, i Manuel com un dels barbers. Els efectes especials de la pel·lícula es creen amb escamoteigs. La pel·lícula sembla haver estat inspirada en una pel·lícula de Pathé de 1906 en què un home negre utilitza enllustrador per enfosquir la cara d'una dona que es burla d'ell. El personatge negre de la pel·lícula de Méliès s'interpreta com una caricatura pejorativa, tipificant la figura estereotipada del dandy nègre que apareixia amb freqüència a la imatgeria francesa de finals de segle. També pot haver-hi alguna influència dels minstrel show estatunidencs.
En un estudi sobre alteritat en l'entreteniment popular, l'escriptor francès Enrique Seknadje comenta que la pel·lícula perpetua els estereotips racistes associant el desig eròtic amb negritud, però també que la ira de la dona sembla implicar un crítiques al racisme casual de la societat.